# Saltholmens varmbadhus

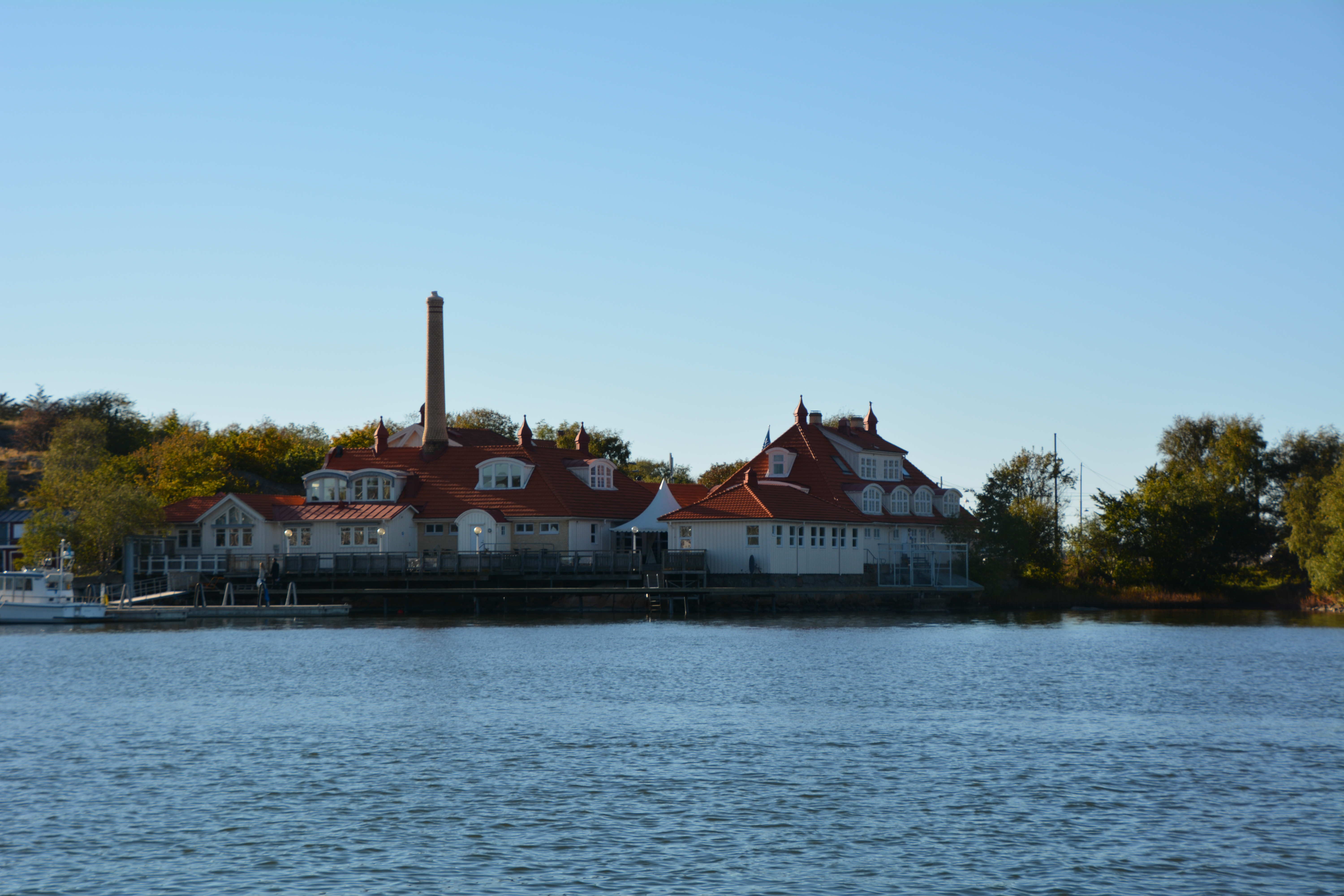
Saltholmens varmbadhus

Saltholmens varmbadhus är ett tidigare varmbadhus vid havet på Saltholmen i Göteborg.
Saltholmens varmbadhus uppfördes av Långedrag AB och invigdes år 1908 av överste Viktor Balck och det inför Olympiska spelen i London uttagna simlandslaget. Det var utrustat med ett elverk som gav 2 x 110 volt likström. 
Verksamheten lades ner 1976, men drevs vidare några dagar i veckan fram till 1982. Därefter förföll byggnaden och hotades av rivning 1986, men räddades senare.
Byggnaden har under senare år använts som kontorslokaler, festvåning och kafé.